# 道脇裕
道脇 裕（みちわき ひろし、1977年 - ）は、日本の発明家、実業家である。株式会社NejiLawと株式会社NejiLaw MO IP Innovationの代表取締役社長を務める。
「小学校中退」という異例の学歴の持ち主。緩まないとされるネジ「L/Rネジ」を考案したことで知られる。幼少期から発明・考案をしてきたといわれる。東京都ベンチャー技術大賞、グッドデザイン賞金賞などを受賞。「世界に誇るべきニッポンの100人」、「日本を動かすベンチャー100」などにも選出された。

## 来歴
大手化学メーカーの研究所所長・役員を務めた父と東京外国語大学名誉教授の母・道脇綾子のもとに群馬県桐生市で誕生した。祖父は群馬大学名誉教授で前橋工科大学初代学長も務めた数学者の道脇義正。
1歳から10歳までを東京都多摩市で過ごす。小学校に入学後、1学期に配られた教科書や問題集を授業中に独学で学習し、わずか1週間で全て終わらせた。「解き方が全部教科書に載っているのに、なぜ同じことを教わる必要があるのか理解できなかった」という。学校の授業は常に退屈で、さながら拷問のように感じていた。徐々に学校教育の在り方に疑問を抱き始めたため、小学5年生の時に「勉強は決して嫌いではないけれど、今は勉強する時ではないから、この道から降りる。でも、いつか必ず戻ってくるので、その時まで見守っていてほしい」と宣言し、小学校に通うことをやめる。「日本の学校教育は独創性をなくさないと過ごせない仕組みになっている」と感じたことが主たる休学理由であった。その後、大学教授をしていた母親の研究室に通い詰め、電子顕微鏡や実験器具、薬品などを駆使し、化学実験や電子工作に明け暮れた。
新聞配達やチラシポスティング、家事代行、漁師、とび職などの様々な仕事を経験しながら、物心が付いた頃から日常化していた「発明」を続ける。都立の工業高校に進学するも、1単位も取得することなく退学。10代の終わりに、学校教育の本質的重要性に気付き、大学入学資格検定を受検して合格。続いて米国・コロラド州の大学にも留学するも、わずか5日でドロップアウト。
2009年、“緩まないネジ”を社会に送り出すために株式会社NejiLawを創立。 経済産業省より戦略的基盤技術高度化支援事業を受託。2014年に官民ファンドである産業革新機構等の第三者割当増資による出資を受け、現在に至る。

## 発明・ユニーク製品
多数の登録特許を保有し、様々な製品を開発している。その中で特に有名なモノが「L/Rネジ」＝「緩まないネジ」であり、テレビ東京「カンブリア宮殿」（2021年6月17日）に出演し発明秘話などが紹介された。イノベーター、発明家、起業家、ビジネスマン、知的財産プランナー、研究者、開発者であり、広く社会のために発明を役立てたいという思いから、新日鐵住金、IHI、東京鉄鋼、横浜ゴム、東レ、関電工、カシオ計算機、三菱商事グループ、丸紅など、ベンチャー企業、中小企業、大企業のコンサルタント＆アドバイザーを、プライベート時間を割いてまで引き受け、共同開発プロジェクトなどを中核に、各種の新製品開発に貢献している（2024年3月7日、テレビ東京「カンブリア宮殿」にて東京鉄鋼の特殊製品「ﾈｼﾞﾃﾂｺﾝ継手」が紹介された）。　鉄鋼総合商社「メタルワン」と2021年3月に、合弁会社「ネジモ」を設立し、メタルワン取引顧客（約10万社）に対して、技術コンサルタント役を務め、社会インフラ事業の課題に日々取り組んでいる。
「L/Rネジ」に関連する主な製品として（以下7点）：
- [L/R-ΔLoc]ゴムを挟んでも緩まない精密ネジ技術。カシオ時計[G-Schock]の最高級モデルに採用された。
- [Zaloc-X]は、ロケットエンジン固定用の高トルク締結ボルト技術で設計されている。
- [新型イリザロフ体外固定装置/TypeA & TypeB]を開発。従来品より部品点数を大幅に削減。どの位置でも緩むことなく、簡単固定、完全無拘束。
- [JicLoc&ShuLoc]シールドトンネル用RCセグメントジョイント金具。トンネル施工スピードUP/強度UP/安全性UPさせた特殊セグメント継手。
- [smartNeji]インフラ遠隔監視IoTデバイス。軸力センサ・三次元加速度センサ・通信モジュールなど複数のセンサを搭載したマルチセンシングIoTデバイス。社会インフラの老朽化による劣化状況を効率的・定量的にモニタリングし、情報をリアルタイムにクラウドサーバーに送信する。「smartNeji」は関門橋/長大吊橋のモニタリングシステムに採用されている。社会インフラ事業では,合弁会社「NejiLaw MO IP Innovation」を設立し、IHI（国内重工No.1企業）や（株）メタルワンとのコラボレーション事業に参加している。
- [VanLoc]道路床版施工をスピードアップする可変軸力ネットワーク特殊継手（2024年3月7日「カンブリア宮殿」で紹介）。

「L/Rネジ」関連以外での開発製品（以下4点）：
- 【CB-zeROBO】コンクリート気泡除去技術と装置。CB/コンクリートバブルは過去2000年間の課題となっていた。
- 【ブライトライン】騒音の92%を低減（吸音）する特殊外装材で、首都高速（生麦ジャンクション）の建設で採用。
- 【VS-1】 橋梁下の高支圧に対応した独自の小型ゴム支承ユニットで、日の出橋（福岡県直方市）の建設で採用。
- 【Dr.Air/ウィルスワンパス瞬間除去装置】密閉空間でコロナウイルスにUV紫外線を照射する独自構造により、コロナウイルス（COVID-19）などの病原菌類を、わずか0.05秒で瞬殺・破壊することができる。Dr.Air」の発明秘話などが2024年3月7日放送のテレビ東京「カンブリア宮殿」に出演し、紹介された。

## 受賞歴
- 2009年 - MIT（マサチューセッツ工科大学）-EF主催ビジネスプランコンテスト 最優秀賞を含む3賞
- 2011年 - かわさき起業家大賞 大賞ほか6賞
- 2011年 - 東京都ベンチャー技術大賞 大賞
- 2011年 - グッドデザイン賞 金賞
- 2011年 - 九都県市きらりと光る産業技術賞
- 2015年 - 第14回日本イノベーター大賞優秀賞
- 2019年 - 第7回技術経営・イノベーション賞会長賞

## メディア出演
- アフロの変（2015年1月23日、フジテレビ）
- MAKE IT 21（2015年9月5日、J-WAVE）
- 週刊報道 Bizストリート（2015年9月26日、BS-TBS）
- BSニュース 日経プラス10（2015年11月16日、BSジャパン）
- プロフェッショナル 仕事の流儀（2016年11月14日、NHK総合テレビジョン）[8]
- 日経スペシャル カンブリア宮殿（テレビ東京）- NejiLaw社長として出演
  - 異色の天才発明家　驚き発想力の秘密！（2021年6月17日）[9][10]。
  - 不可能を可能にする天才発明家の挑戦（2024年3月7日）[11][12]。